# Eduardo Leite
Eduardo Figueiredo Cavalheiro Leite (sinh ngày 10 tháng 3 năm 1985) là một chính khách người Brasil và là thống đốc của bang Rio Grande do Sul. Anh đã giành chiến thắng với 53,62% phiếu bầu trong cuộc bầu cử năm 2018 của bang. Leite được bầu làm thống đốc năm 33 tuổi, trở thành thống đốc trẻ nhất Brasil.  Vào tháng 7 năm 2021, Eduardo Leite công khai là người đồng tính trong một cuộc phỏng vấn cho chương trình trò chuyện Brasil Conversa com Bial, do đó trở thành thống đốc đồng tính công khai đầu tiên trong lịch sử Brasil, và là thống đốc LGBT công khai thứ hai của đất nước này sau Fátima Bezerra của bang Rio Grande do Norte.
Anh tái đắc cử thống đốc của Rio Grande do Sul trong vòng hai của cuộc bầu cử thống đốc năm 2022. Song song với cương vị thống đốc Rio Grande do Sul, Leite còn là chủ tịch Đảng Dân chủ Xã hội Brasil từ tháng 1 đến tháng 11 năm 2023.

## Sự nghiệp chính trị

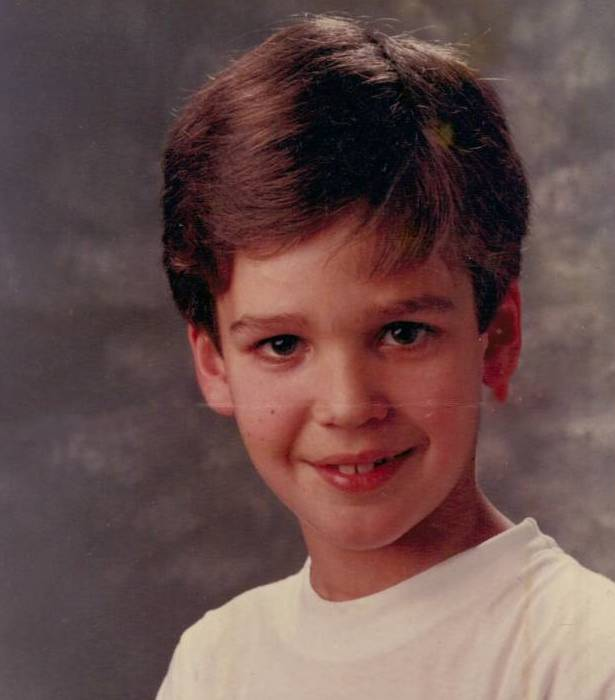
Eduardo Leite lúc 5 tuổi, năm 1990.

Leite bắt đầu sự nghiệp chính trị khi còn trẻ, lần đầu tiên ra tranh cử vào hội đồng thành phố Pelotas năm 2004 ở tuổi 19. Mặc dù thất cử, Leite bắt đầu làm việc cho các chính khách địa phương của Đảng Dân chủ Xã hội Brasil (PSDB) và năm 2009, anh được bầu vào hội đồng thành phố Pelotas. Năm 2011, Leite trở thành Chủ tịch Hội đồng Thành phố Pelotas. Vào năm 2013, Leite đã giành chiến thắng trong cuộc bầu cử thị trưởng của thành phố và phục vụ từ năm 2013 đến năm 2016.
Trong nhiệm kỳ thị trưởng của mình, Leite đã hiện đại hóa các phương pháp quản lý và ưu tiên thắt lưng buộc bụng về tài khóa, dẫn đến cân bằng tài khoản công. Anh đã có thể đảm bảo tài trợ cho các công trình cơ sở hạ tầng lớn và tu sửa hệ thống di chuyển đô thị, đồng thời cải thiện các chỉ số y tế và giáo dục của địa phương. Leite kết thúc nhiệm kỳ của mình với tỷ lệ tán thành là 87%. Lo ngại về tỷ lệ đương nhiệm cao trong các chính khách Brasil, Leite đã chọn không tái tranh cử, thay vào đó ủng hộ phó thị trưởng của mình, Paula Schild Mascarenhas, trong cuộc ứng cử thành công của bà.
Eduardo Leite được tạp chí "Americas Quarterly", một tạp chí Bắc Mỹ, chọn là một trong năm chính trị gia dưới 40 tuổi hứa hẹn nhất ở Mỹ Latinh.
Sau nhiệm kỳ thị trưởng, Leite đăng ký theo học chương trình Thạc sĩ Quản lý công tại Fundação Getúlio Vargas.

## Thống đốc Rio Grande do Sul

### Chiến dịch tranh cử thống đốc năm 2018
Vào năm 2017, PSDB, dưới sự lãnh đạo của Leite, đã rút lại sự ủng hộ chính quyền của José Ivo Sartori. Năm sau, PSDB đề cử Leite làm ứng cử viên thống đốc. Sartori ban đầu muốn Leite ứng cử liên doanh với mình. Trong vòng bầu cử đầu tiên, Leite đã giành được 35,9% số phiếu bầu và đối mặt với Sartori trong cuộc bầu cử vòng hai. Leite đã giành chiến thắng trong cuộc bầu cử vòng hai với gần 54% số phiếu bầu.
Trong các cuộc bầu cử Lập pháp diễn ra cùng lúc, liên minh bầu cử của Leite chỉ bầu ra 18 trong số 55 nghị sĩ của Cơ quan Lập pháp Bang, buộc Leite phải tham gia đàm phán liên minh để đạt được đa số trong nghị viện. Leite đã giành được sự ủng hộ của nhiều đảng liên kết với Sartori trước đây, bao gồm Đảng Xã hội Brasil, Đảng Dân chủ và Đảng Tự do. Trong khi ban đầu miễn cưỡng, Phong trào Dân chủ Brasil đã bỏ phiếu để tham gia chính phủ của Leite khi nhận ra những điểm tương đồng giữa các chính sách kinh tế của họ. Sau khi đàm phán thành công, 32 trong số 55 nghị sĩ Hội đồng ủng hộ chính quyền Leite.

### Nhiệm kỳ

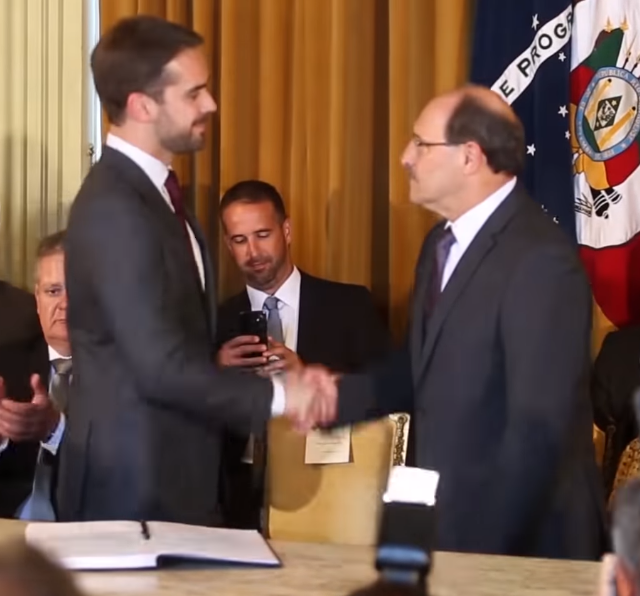
Eduardo Leite và José Ivo Sartori, đối thủ của anh trong cuộc bầu cử vòng hai năm 2018, trong quá trình chuyển giao chính phủ.

Leite tuyên thệ nhậm chức thống đốc Rio Grande do Sul vào năm 2019. Trong bài diễn văn nhậm chức, anh nhấn mạnh cần thiết phải hòa giải chính trị để vượt qua cuộc khủng hoảng kinh tế trong thời kỳ ngày càng phân cực. Anh đã phân chia hầu hết các thành viên nội các của mình cho các đối tác liên minh, có 9 đảng được đại diện. Để giảm chi phí, anh trở thành thống đốc đầu tiên dọn vào sống trong dinh của bang kể từ Olívio Dutra.
Anh cần ưu tiên tư nhân hóa, trong đó các công ty nhà nước về năng lượng, mỏ và khí đốt tự nhiên là mục tiêu chính. Vì Hiến pháp bang yêu cầu phải có trưng cầu dân ý để tư nhân hóa các công ty thuộc sở hữu đã nêu này, Leite đưa ra một sửa đổi hiến pháp để bãi bỏ yêu cầu này, luật đã được cơ quan lập pháp thông qua vào tháng 5 năm 2019, 40 phiếu thuận so với 13 phiếu chống, với tất cả ngoại trừ PT, PDT và PSOL bỏ phiếu ủng hộ. Vào tháng 8 năm 2019, Quốc hội đã cho phép bán các công ty nhà nước này, với quá trình hoàn tất vào đầu năm 2021.
Vào cuối năm 2019, anh công bố một gói thắt lưng buộc bụng toàn diện bao gồm cải cách lương hưu và thay đổi dịch vụ công của nhà nước, Leite mô tả những thay đổi là cần thiết để khôi phục trách nhiệm tài chính nhưng các bên đồng minh tỏ ra nghi ngờ đề xuất này, với Đảng Tự do Xã hội ban đầu rút lại sự ủng hộ chính phủ. Sau cuộc đàm phán kéo dài với từng bên liên minh và hiệp hội, Quốc hội đã thông qua cải cách vào tháng 1 năm 2020, đây được coi là một thắng lợi lịch sử và là cải cách tham vọng nhất trong lịch sử bang.
Vào năm 2021, chính khách cực hữu Roberto Jefferson sử dụng lời nói kỳ thị đồng tính chống Leite trong khi chỉ trích phản ứng của chính phủ của anh đối với đại dịch COVID-19. Vào ngày 19 tháng 3 năm 2021, Leite đã nộp đơn tố cáo hình sự chống Jefferson.

## Các vị trí chính trị
Leite được coi là một thành viên thiên tả của PDSB. Vào năm 2019, Leite được xác định là một nhà dân chủ xã hội và vào năm 2020 là một nhà tự do xã hội, cho rằng nhà nước có vai trò trong việc điều tiết kinh doanh và giúp quản lý sự bất bình đẳng, đồng thời nêu rõ rằng nền kinh tế tư nhân và doanh nhân xã hội có một vai trò nào đó. Trước đó, anh đã bày tỏ sự ủng hộ đối với hôn nhân đồng tính và hợp pháp hóa cần sa, mặc dù anh có lập trường bảo thủ hơn về việc phi hình sự hóa việc phá thai. Leite cũng đã bày tỏ sự ủng hộ đối với các biện pháp kiểm soát súng ở đô thị.